# Leiobunum limbatum
Leiobunum limbatum is een hooiwagen uit de familie Sclerosomatidae.